# Veräppeln
Jemanden zu veräppeln bedeutet, jemandem, meist scherzhaft, eine Lüge plausibel zu erzählen, sodass er sie glaubt.

## Etymologie
Über den Ursprung dieser Redensart gibt es drei Theorien:
1. Die Redewendung Veräppeln kommt ursprünglich aus dem Niederdeutschen Appel für Apfel. Veräppeln bedeutet also jemanden mit Äpfeln zu bewerfen, was um 1600 in Wirtshäusern oft praktiziert wurde.[1]
2. Die Redewendung Veräppeln entwickelte sich aus dem jiddischen Begriff Eppel (=nichts). Also bedeutet diese Redewendung jemanden zunichtemachen.[2]
3. Die Redewendung kommt vom niederdeutschen Wort ape, was Affe bedeutet. Veräppeln hieße dann jemanden wie einen Affen behandeln.[1]

## Synonyme
Synonyme zu dieser Redensart wären: jemanden auf den Arm nehmen, jemanden an der Nase herumführen, jemandem einen Bären aufbinden oder – umgangssprachlich – jemanden verarschen.